# Tory Belleci
Salvatore Paul "Tory" Belleci (født 30. oktober 1970 i Monterey, Californien) er en amerikansk film- og modelskaber, bedst kendt for sit arbejde på tv-serien MythBusters.
Han har også arbejdet som filmmand i Star Wars Episode I: Den usynlige fjende og Star Wars Episode II: Klonernes angreb.